# Liga de Campeones Femenina de la AFC
La Liga de Campeones Femenina de la AFC fue la máxima competición de clubes de fútbol femenino de Asia. Involucraba a los mejores clubes de países afiliados a la Confederación Asiática de Fútbol (AFC). Diseñado como torneo piloto en 2018 bajo el nombre de Campeonato Femenino de Clubes de la AFC, el formato cambió en 2023 a un torneo por invitación, y en 2024 se reemplazo con el lanzamiento de la Liga de Campeones Femenina de la AFC.
El concepto de una competencia de clubes de mujeres asiáticas se recomendó por primera vez en 2018. El campeonato inaugural en 2019 se llevó a cabo como un torneo de todos contra todos entre cuatro equipos de la región este. A esto le siguió el campeonato de 2021 entre cuatro equipos de la región oeste. Para 2022, cinco equipos se dividieron entre las regiones este y oeste.

## Resultados
| Edición | Año  | Campeón                                    | Resultado                                  | Subcampeón                                 | Sede                                       | Número de participantes                    |
| ------- | ---- | ------------------------------------------ | ------------------------------------------ | ------------------------------------------ | ------------------------------------------ | ------------------------------------------ |
| 1       | 2019 | Tokyo Verdy Beleza                         | —                                          | Jiangsu LFC                                | Yongin, Corea del Sur                      | 4                                          |
| —       | 2020 | Cancelado debido a la Pandemia de COVID-19 | Cancelado debido a la Pandemia de COVID-19 | Cancelado debido a la Pandemia de COVID-19 | Cancelado debido a la Pandemia de COVID-19 | Cancelado debido a la Pandemia de COVID-19 |
| 2       | 2021 | Amman SC                                   | —                                          | Shahrdari Sirjan FC                        | Amán, Jordania                             | 4                                          |
| 3       | 2022 | College of Asian Scholars (Este)           | —                                          | Taichung Blue Whale                        | Chonburi, Tailandia                        | 5                                          |
| 3       | 2022 | Sogdiana Jizzakh (Oeste)                   | —                                          | Bam Khatoon                                | Qarshi, Uzbekistán                         | 5                                          |
| 4       | 2023 | Urawa Red Diamonds Ladies                  | 2-1                                        | Hyundai Steel Red Angels                   | Uzbekistán y Tailandia. Japón (final)      | 8                                          |

## Registros y estadísticas

### Actuaciones por club
| Club                      | Campeón | Subcampeón | Año campeón  | Año subcampeón |
| ------------------------- | ------- | ---------- | ------------ | -------------- |
| Tokyo Verdy Beleza        | 1       | 0          | 2019         | —              |
| Amman SC                  | 1       | 0          | 2021         | —              |
| College of Asian Scholars | 1       | 0          | 2022 (Este)  | —              |
| Sogdiana Jizzakh          | 1       | 0          | 2022 (Oeste) | —              |
| Urawa Red Diamonds Ladies | 1       | 0          | 2023         | —              |
| Jiangsu LFC               | 0       | 1          | —            | 2019           |
| Shahrdari Sirjan FC       | 0       | 1          | —            | 2021           |
| Taichung Blue Whale       | 0       | 1          | —            | 2022 (Este)    |
| Bam Khatoon               | 0       | 1          | —            | 2022 (Oeste)   |
| Hyundai Steel Red Angels  | 0       | 1          | —            | 2023           |

### Actuaciones por país
| País               | Títulos | Subcampeonatos |
| ------------------ | ------- | -------------- |
| Japón              | 2       | 0              |
| Jordania           | 1       | 0              |
| Tailandia          | 1       | 0              |
| Uzbekistán         | 1       | 0              |
| Irán               | 0       | 2              |
| China              | 0       | 1              |
| República de China | 0       | 1              |
| Corea del Sur      | 0       | 1              |

### Máximas goleadoras por año
| Año  | Jugadora         | Club                | Goles |
| ---- | ---------------- | ------------------- | ----- |
| 2019 | Mina Tanaka      | Tokyo Verdy Beleza  | 4     |
| 2021 | Varias jugadoras | Varias jugadoras    | 2     |
| 2022 | Su Yu-hsuan      | Taichung Blue Whale | 2     |
| 2023 | Kiko Seike       | Urawa Red Diamonds  | 7     |